# Lasianthus myrtifolius
Lasianthus myrtifolius är en måreväxtart som beskrevs av Henry Nicholas Ridley. Lasianthus myrtifolius ingår i släktet Lasianthus och familjen måreväxter. Inga underarter finns listade i Catalogue of Life.